# John Boehner
John Andrew Boehner (ur. 17 listopada 1949 w Cincinnati, Ohio) – amerykański polityk, działacz Partii Republikańskiej. W latach 2006–2007 lider większości republikańskiej w Izbie Reprezentantów, a w okresie 2007–2011 lider mniejszości tej izby. W latach 2011–2015 był jej spikerem (przewodniczącym).

## Życiorys
Ukończył studia w zakresie biznesu na Xavier University w Cincinnati. Pracował jako przedsiębiorca. W latach 1985–1990 był członkiem Izby Reprezentantów stanu Ohio. W 1990 stanął do walki o nominację Partii Republikańskiej w wyborach do Kongresu; pokonał w prawyborach partyjnych dwóch kongresmenów – byłego Toma Kindnessa oraz aktualnego Donalda Lukensa (uwikłanego w skandal erotyczny), a następnie zdobył mandat deputowanego. W pracach Izby Reprezentantów przewodniczył m.in. Komisji Edukacji i Spraw Pracowniczych.
W lutym 2006 został wybrany na stanowisko przywódcy większości republikańskiej w Izbie Reprezentantów. Stanowisko to zostało zwolnione po ustąpieniu Toma DeLaya w atmosferze afery korupcyjnej; Boehner pokonał niespodziewanie w wyborach Roya Blunta i Johna Shadegga.
W styczniu 2011 został spikerem Izby Reprezentantów – dzięki zwycięstwu republikanów w wyborach.
25 września 2015 ogłosił, że wraz z końcem października przestanie być kongresmenem, a więc przestanie być także spikerem Izby Reprezentantów. Boehner właściwie od samego początku swojego pobytu na tym stanowisku zmagał się z niechęcią najbardziej konserwatywnego skrzydła Partii Republikańskiej, które zarzucało mu zbytnią uległość względem prezydenta Baracka Obamy i Demokratów. Planowane było głosowanie dotyczące odwołania Boehnera z zajmowanej funkcji i choć wątpliwe, by starczyło głosów do jego obalenia, spiker stwierdził, że takie głosowanie wyrządziłoby szkodę instytucji spikera i Partii Republikańskiej. Ponadto Boehner ujawnił, że już od pewnego czasu nosił się z zamiarem opuszczenia polityki. Co ciekawe spiker, gorliwy katolik, ogłosił swoją rezygnację zaledwie dzień po wizycie papieża Franciszka w Kongresie.
Żonaty (żona Debbie), ma dwie córki (Lindsay, Tricia). Jest katolikiem.

## Odznaczenia
- Wielka Wstęga Orderu Wschodzącego Słońca (Japonia, 2016)[2]